# Stretava
Stretava (ungarisch Nagyszeretva) ist eine Gemeinde im Osten der Slowakei mit 679 Einwohnern (Stand 31. Dezember 2024), die zum Okres Michalovce, einem Teil des Košický kraj, gehört und in der traditionellen Landschaft Zemplín liegt.

## Geographie
Die Gemeinde befindet sich im Ostteil der Ostslowakischen Ebene im Ostslowakischen Tiefland, auf einem Aggradationsdeich der Čierna voda, im Westen hat die Gemeinde einen Anteil am Fluss Laborec. Das Ortszentrum liegt auf einer Höhe von 104 m n.m. und ist 15 Kilometer von Michalovce sowie 16 Kilometer von Veľké Kapušany entfernt.
Nachbargemeinden sind Palín im Nordwesten und Norden, Senné im Nordosten, Pavlovce nad Uhom im Osten und Südosten, Stretavka im Süden und Budkovce im Westen.

## Geschichte
Stretava wurde zum ersten Mal 1266 als Zyrwthva schriftlich erwähnt, weitere historische Bezeichnungen sind unter anderen Zyrtus (1302), Nagzirothua (1317), Zeretua (1332), Scertus (1337), Nogzerethua, Zerethwa (1377) und Welká Stretawa (1808). 1329 waren Nikolaus und Stephan, Söhne von Detrich, Gutsherren von Stretava.
1715 gab es nur drei Haushalte, nachdem kurz zuvor eine Flucht von Untertanen stattgefunden hatte. 1828 zählte man 101 Häuser und 610 Einwohner, die als Landwirte und Viehzüchter tätig waren. 
Bis 1918/1919 gehörte der im Komitat Ung liegende Ort zum Königreich Ungarn und kam danach zur Tschechoslowakei beziehungsweise heute Slowakei. In der Zeit der ersten tschechoslowakischen Republik verblieb die Bevölkerung bei traditionellen Einnahmequellen. Nach dem Zweiten Weltkrieg wurde die örtliche Einheitliche landwirtschaftliche Genossenschaft (Abk. JRD) im Jahr 1958 gegründet, ein Teil der Einwohner pendelte zur Arbeit in Industriebetriebe in Michalovce und Košice.

## Bevölkerung
| Jahr                | 1994 | 2004     | 2014    | 2024    |
| ------------------- | ---- | -------- | ------- | ------- |
| Anzahl der Personen | 533  | 634      | 671     | 679     |
| Unterschied         |      | +18,94 % | +5,83 % | +1,19 % |

| Jahr                | 2023 | 2024    |
| ------------------- | ---- | ------- |
| Anzahl der Personen | 681  | 679     |
| Unterschied         |      | −0,29 % |

Nach der Volkszählung 2011 wohnten in Stretava 650 Einwohner, davon 616 Slowaken, vier Roma, drei Tschechen sowie jeweils ein Magyare und Ukrainer. Vier Einwohner gaben eine andere Ethnie an und 21 Einwohner machten keine Angabe zur Ethnie.
168 Einwohner bekannten sich zur römisch-katholischen Kirche, 155 Einwohner zu den Zeugen Jehovas, 150 Einwohner zur reformierten Kirche, 44 Einwohner zur griechisch-katholischen Kirche, 13 Einwohner zu den Brethren. Acht Einwohner zur orthodoxen Kirche, drei Einwohner zur Evangelischen Kirche A. B. und ein Einwohner zur evangelisch-methodistischen Kirche. 38 Einwohner waren konfessionslos und bei 70 Einwohnern wurde die Konfession nicht ermittelt.

## Bauwerke und Denkmäler
- reformierte (calvinistische) Kirche, ursprünglich ein gotischer Sakralbau aus dem 15. Jahrhundert, 1933 im neogotischen Stil gestaltet. Im Zweiten Weltkrieg wurde die Kirche schwer beschädigt und brannte anschließend aus, nach 1950 wurde sie wieder aufgebaut.[6]

## Verkehr
Nahe Stretava passiert die Cesta II. triedy 555 („Straße 2. Ordnung“) von Vrbovec (Stadtteil von Michalovce) nach Veľké Kapušany, mit der abzweigenden Cesta III. triedy 3772 („Straße 3. Ordnung“) nach Stretavka und Drahňov. Der nächste Bahnanschluss ist in Drahňov an der Bahnstrecke Veľké Kapušany–Bánovce nad Ondavou.